# San Giacomo degli Spagnoli (Nápoly)
A San Giacomo degli Spagnoli Nápoly egyik bazilikája. A történelmi városközpontban fekszik, a Piazza Municipio északnyugati sarkán.

## Története
Az alkirályság időszakának egyik legjelentősebb épületeként tartják számon. A bazilika megépítésére 1540-ben adott parancsot Don Pedro de Toledo spanyol alkirály. A munkálatok elvégzésére Ferdinando Manliót kérték fel. 1741-ben alakították át, ekkor lett a bazilikához tartozó kolostorból különálló palota a Bourbon miniszterek számára. Kialakítása híven tükrözi a 15. századot, homlokzatán viszont jól láthatók a különböző átalakítások nyomai. A templomot a 19. században felépített Palazzo San Giacomo tömbjével egybeépítették. Megmaradását annak köszönhette, hogy itt van eltemetve a nagy városrendezőként számottartó Don Pedro de Toledo alkirály, akinek monumentális síremlékét Giovanni da Nola faragta.

## Leírása
A háromhajós templom bejárata előtti kis előcsarnokban, két oldalon egy spanyol főúrnak és feleségének 1598-ból származó reneszánsz síremléke látható. A jobb oldali síremléket Szent Jakab szobra díszíti, a bal oldalit pedig egy Madonna-szobor. Magát a templombelsőt lunetták világítják meg. Az oldalhajókból kápolnák nyílnak, amelyekben díszes oltárok találhatók. Az első kápolnában az oltárt egy 16. századi sienai mester Madonna-képe díszíti. A második kápolnában szintén egy 16. századi Madonna-kép díszíti az oltárt, mellette egy spanyol nemes díszes síremléke látható. A negyedik kápolna nevezetessége Giorgio Vasari Háromkirályok festménye. A templom barokk díszítésű, kivéve a bal oldali hajóból nyíló második és harmadik kápolnákat, amelyeket reneszánsz oltárok díszítenek. A barokk kereszthajó jobb oldalán lévő oltár képét szintén Vasari festette. A főoltár mögött található az alkirály monumentális síremléke. A főhajó freskóinak egy része 15. századi (Marco Pino, Giovanni Bernardo Lama művei), másik része 17. századi (Domenico Antonio Vaccaro, Pietro Bardellino művei). Érdekessége a bazilikának, hogy a spanyol katolikus egyház tulajdona, fenntartója a Real Hermandad de Nobles Españoles de Santiago.